# Banksia integrifolia
Banksia integrifolia is een soort boom uit de familie Proteaceae, die voorkomt langs de oostkust van Australië en tot 25 meter hoog kan worden. Het is de meest verspreide Banksia-soort en komt voor tussen Victoria en Queensland. Het is een winterharde en veelzijdige tuinplant en wordt dan ook op grote schaal aangeplant in de Australische tuinen.
... · 
B. aemula · 
B. attenuata · 
B. baxteri · 
B. brownii · 
B. canei · 
B. ericifolia · 
B. integrifolia · 
B. marginata · 
B. prionotes · 
B. serrata · 
B. sphaerocarpa · 
B. verticillata · 
...